# Economic Community of West African States Cease-fire Monitoring Group
Pour les articles homonymes, voir Casques blancs.
L'Economic Community of West African States Cease-fire Monitoring Group (Ecomog), ou « Brigade de surveillance du cessez-le-feu de la Cédéao », aussi appelé les « Casques Blancs » en référence aux Casques Bleus de l’ONU, est un groupe militaire d’intervention placé sous la direction de la Communauté économique des États de l'Afrique de l'Ouest (Cédéao). Il est destiné à l’origine à faire respecter les cessez-le-feu signés dans les pays membres de la Cédéao.

## Historique et objectifs

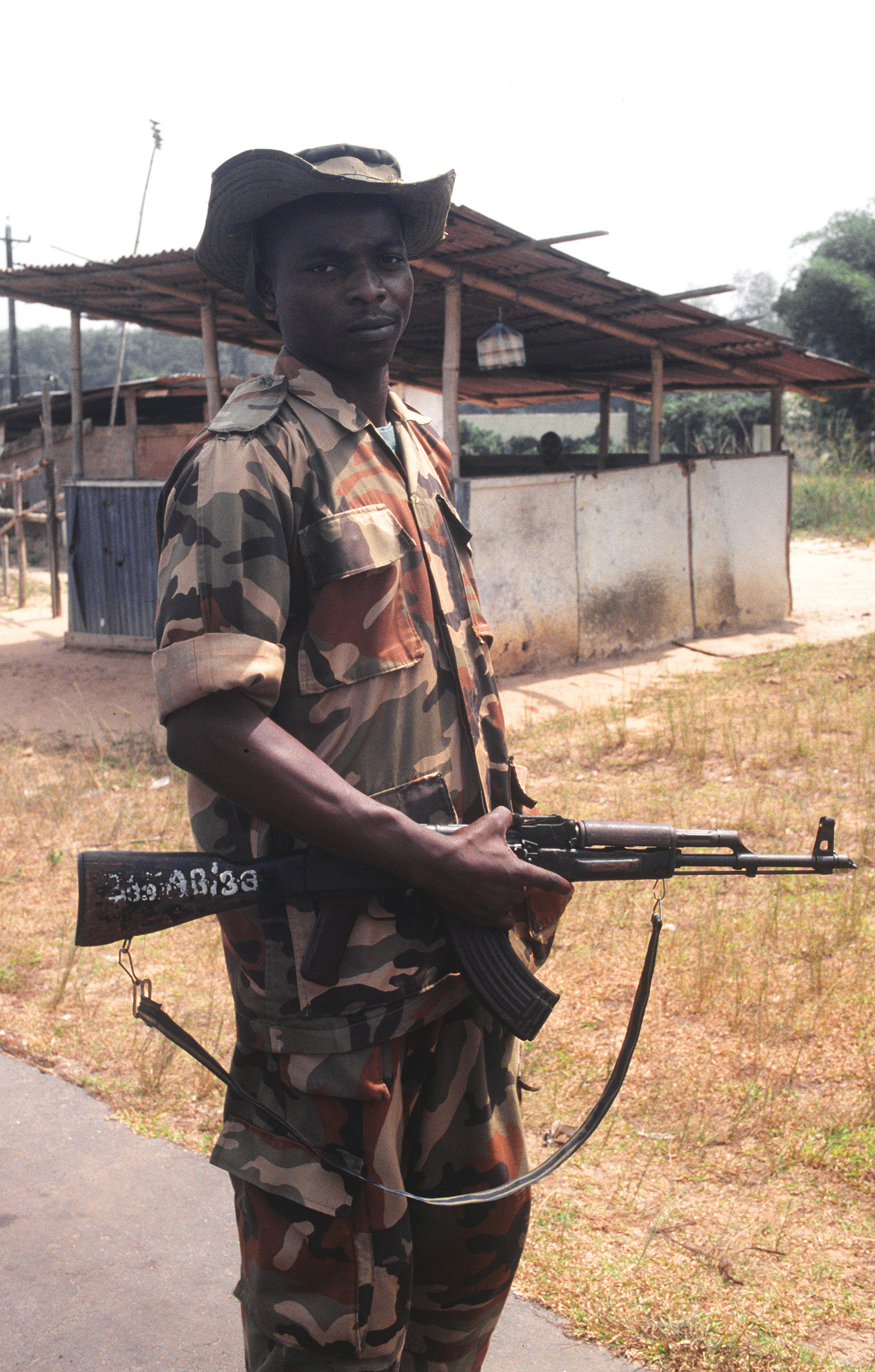
Un soldat nigérian de l’Ecomog à Monrovia (Liberia) en 1997.

C’est lors de la guerre civile du Liberia que la Cédéao décida la création, en 1990, d’un groupe de supervision du cessez-le-feu.
Ce groupe intervint également lors de la guerre civile de Sierra Leone et en Guinée-Bissau.
En 1999, la Cédéao décida d’en faire un groupe permanent, avec les objectifs suivants :
- observer et superviser les cessez-le-feu ;
- maintenir et construire la paix ;
- effectuer des interventions humanitaires ;
- effectuer des déploiements préventifs ;
- désarmer et démobiliser les forces armées non régulières.

En 2004, l’Ecomog est remplacée par la force en attente de la Cédéao (FAC), alors composée de militaires, policiers et civils.

## Les interventions
L’Ecomog est intervenu dans plusieurs conflits armés de l’Afrique de l’Ouest, principalement dans le cadre d’un maintien de la paix :
- première guerre civile libérienne[1] ;
- guerre civile de Sierra Leone ;
- guerre civile de Guinée-Bissau ;
- opération en janvier 2017 en Gambie à la suite de troubles politiques entre le président sortant et le président nouvellement élu[2] ;
- MISMA en 2013 au Mali[3].

## Composition
À l’origine, l’Ecomog était composé d’une centaine de soldats, avec une majorité de Nigérians. En raison de la violence et de l’étendue de la guerre civile du Liberia, l’effectif des troupes de l’Ecomog a augmenté jusqu’à 20 000 soldats.
L’accord de 1999 fait de l’Ecomog une force permanente. Il prévoit une hausse de l’effectif à hauteur de celui d’une brigade.
| Suivant les conflits, onze États membres de la Cédéao ont déjà fourni des contingents : |                                                              |                                   |                                |                         |
|                                                                                         | - Bénin - Guinée, - Burkina Faso, - Côte d'Ivoire, - Gambie, | - Ghana, - Guinée-Bissau, - Mali, | - Niger, - Nigeria, - Sénégal, | - Sierra Leone, - Togo, |
| ainsi que 2 États non membres de la Cédéao :                                            |                                                              |                                   |                                |                         |
|                                                                                         | - Ouganda,                                                   | - Tanzanie.                       |                                |                         |

## Quelques lacunes
La désorganisation de la hiérarchie militaire malienne et le désemparement de son commandement à la suite du coup d’État du 22 mars, ont favorisé une avancée-éclair de la rébellion touarègue et précipité la prise des grandes villes du nord, composées essentiellement de Kidal, Gao et Tombouctou. Cette rébellion sera menée au départ par le Mouvement national pour la libération de l’Azawad (MNLA) avec l’appui de groupes terroristes hétéroclites comme Ançar Dine, Al-Qaïda au Maghreb islamique (AQMI) et la secte nigériane Boko Haram. À la suite d’une dissidence au sein d’AQMI, un autre groupe islamiste dénommé Mouvement pour l’unicité du Djihad en Afrique de l’Ouest (MUJAO) verra le jour. Les objectifs divergents poursuivis par les différents groupes compliqueront davantage la situation dans le nord du Mali. Accusé d’être trop laïc aux yeux de ses frères d’armes des premières heures, le MNLA sera finalement chassé du nord du Mali. Ainsi, « chassés de Tombouctou, écrasés à Gao, les rebelles touaregs voient les islamistes d’Ançar Dine et leurs alliés d’Al-Qaïda au Maghreb islamique (AQMI) prendre la direction des opérations dans le Nord ».
La crise malienne donne l’occasion aux armées ouest-africaines de démontrer leur puissance en allant au secours d’un pays frère. Ces armées dont certaines sont passées maîtres dans l’art de réprimer leurs peuples brillent encore une fois par leur incompétence, leur désorganisation et leur manque de moyens
Les Casques blancs, également appelés « soldats de la Cédéao », peuvent être chargés de jouer des rôles déterminants dans le maintien de la paix en Afrique particulièrement en Afrique de l'Ouest. Leurs objectifs sont multiples:  superviser les cessez-le-feu, maintenir et construire la paix, effectuer des déploiements préventifs ou désarmer les forces armées non régulières. Mais aussi : surveiller l'application d'un cessez-le-feu, faire régner l'ordre ou le maintien de la paix, protéger les populations civiles, former une police régionale ou une police locale pour garantir la sécurité, désarmer et démobiliser des combattants, effectuer des déploiements préventifs, déminer certaines zones, assurer le maintien des droits humains.